# Nikołaj Jegipko
Nikołaj Pawłowicz Jegipko (ros. Николай Павлович Египко; ur. 27 października?/9 listopada 1903 w Mikołajowie, zm. 6 lipca 1985 w Leningradzie) – radziecki wiceadmirał, Bohater Związku Radzieckiego (1939).

## Życiorys
Urodził się w ukraińskiej rodzinie robotniczej. Pracował jako ślusarz w zakładzie budowy okrętów w Mikołajowie, od maja 1919 do października 1920 służył w Armii Czerwonej, jako telefonista 14. Dywizji Strzelców brał udział w wojnie domowej w Rosji na Froncie Południowym, gdzie walczył z armią Denikina, oraz w kampanii polskiej 1920, był ranny.
Od 1925 służył w marynarce wojennej, był maszynistą turbiny krążownika „Czerwona Ukraina” i torpedowca „Szaumian” we Flocie Czarnomorskiej, od 1929 należał do partii komunistycznej. W 1931 ukończył Wyższą Szkołę Wojskowo-Morską im. Frunzego, później służył na okręcie podwodnym należacym do Floty Bałtyckiej, w 1932 ukończył kursy dowódcze i został pomocnikiem dowódcy okrętu podwodnego „Ł-55”, a wkrótce potem okrętu podwodnego „Leszcz” Floty Bałtyckiej. W sierpniu 1934 został dowódcą okrętu podwodnego „SZCZ-117” 5 Brygady Okrętów Podwodnych Floty Pacyficznej. Brał udział w wojnie domowej w Hiszpanii od maja 1937 do sierpnia 1938 jako dowódca okrętu podwodnego „S-6” i „S-2”, później od sierpnia 1938 do grudnia 1939 dowodził 2 Brygadą Okrętów Podwodnych Floty Czarnomorskiej, a od grudnia 1939 do maja 1940 brygadą okrętów podwodnych Floty Bałtyckiej; brał wówczas udział w wojnie z Finlandią. Od listopada 1936 do czerwca 1937 i ponownie od maja 1940 do kwietnia 1941 studiował w Akademii Wojskowo-Morskiej im. Woroszyłowa, po ukończeniu której otrzymał stopień kapitana 1 rangi i został dowódcą 1 Brygady Okrętów Podwodnych Floty Bałtyckiej, a we wrześniu 1941 objął dowództwo zjednoczonej brygady okrętó podwodnych Floty Bałtyckiej.
Od października 1941 do lutego 1943 pracował w aparacie wojskowego attaché przy Ambasadzie ZSRR w Wielkiej Brytanii, od lutego 1943 do maja 1946 kierował jednym z wydziałów Głównego Sztabu Morskiego ZSRR, od stycznia 1948 do lutego 1953 był kierownikiem kursu Akademii Wojskowo-Morskiej im. Woroszyłowa, później został naczelnikiem 2 Bałtyckiej Wyższej Szkoły Morskiej w Królewcu. 31 maja 1945 otrzymał rangę kontradmirała, a 22 lutego 1963 wiceadmirała. W styczniu 1967 zakończył służbę wojskową.

## Odznaczenia
- Złota Gwiazda Bohatera Związku Radzieckiego (22 lutego 1939)
- Order Lenina (trzykrotnie – 23 grudnia 1935, 22 lutego 1939 i 1950)
- Order Czerwonego Sztandaru (trzykrotnie – 22 grudnia 1937, 3 listopada 1944 i 1954)
- Order Wojny Ojczyźnianej I klasy (trzykrotnie – 22 lipca 1944, 8 lipca 1944 i 11 marca 1985)
- Order Wojny Ojczyźnianej II klasy (1944)
- Order Czerwonej Gwiazdy (3 kwietnia 1936)
- Order Partyzanckiej Gwiazdy (Jugosławia) (1946)
- Krzyż Srebrny Orderu Virtuti Militari (Polska Ludowa, 1946)

I medale.